# De tre ravinerna

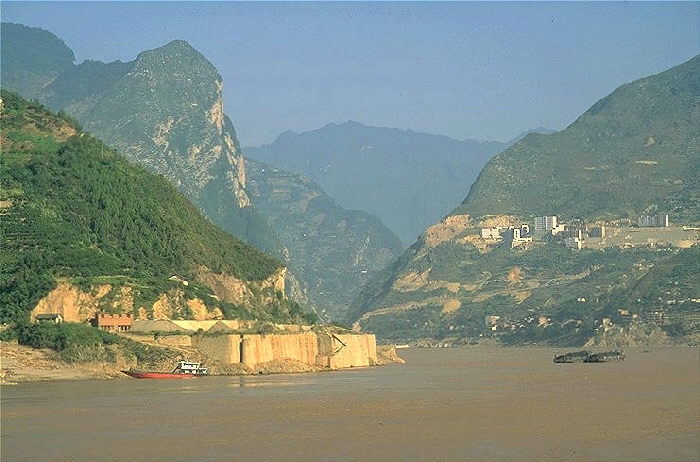
De tre ravinerna och Yangtzefloden

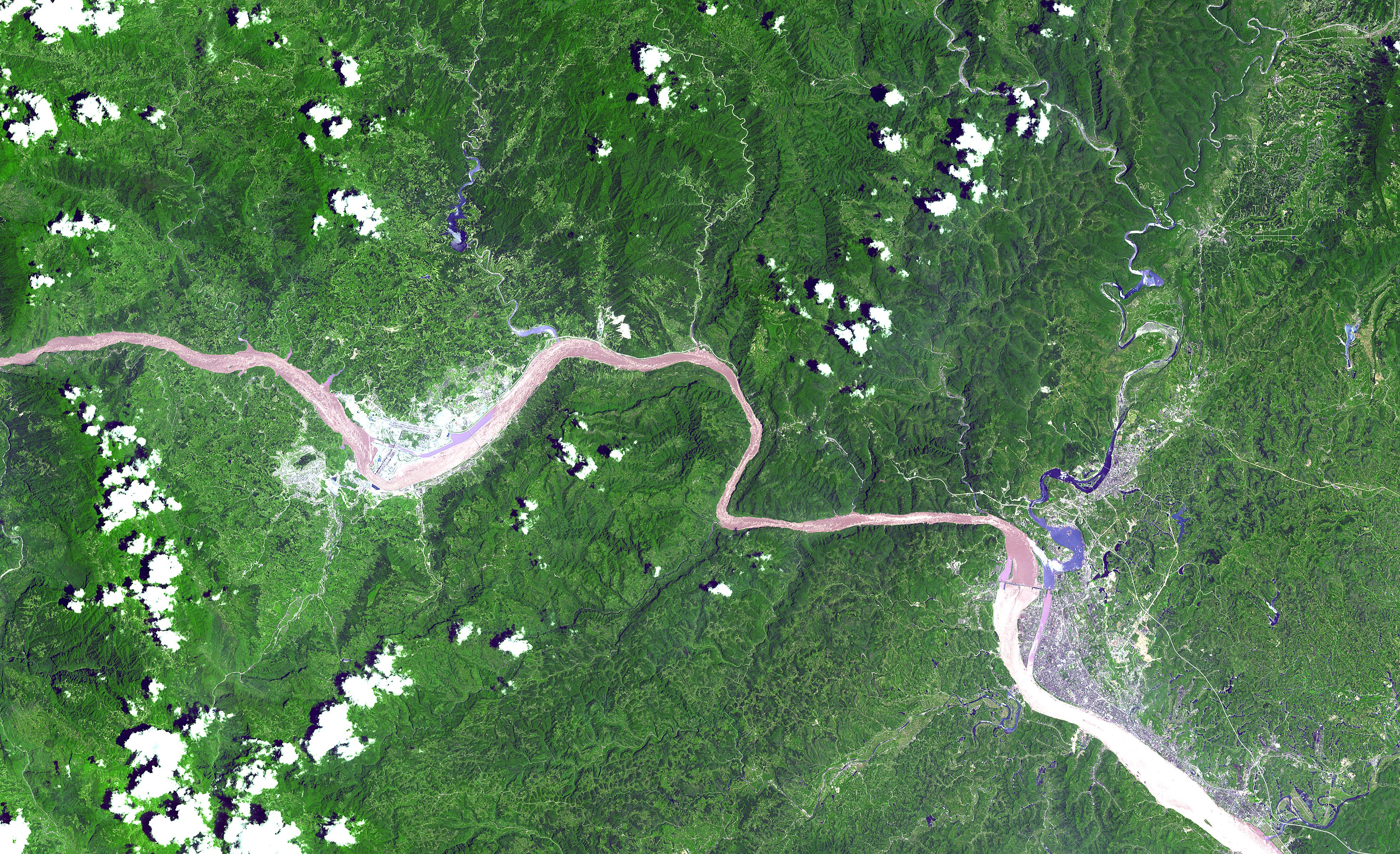
Satellitbild över De tre ravinernas damm, och området runt omkring

De tre ravinerna (kinesiska: 三峡, pinyin:Sānxiá (fil)) är det bergiga och natursköna landskap som Yangtze (Changjiang, Långa floden) rinner igenom cirka 200 kilometer på väg från Chongqing till Hubei. Ett historiskt viktigt område med många fornlämningar är det sedan flera år mest känt som turistmål och som platsen för kraftverksdammen De tre ravinernas damm.
| ravin          | kinesiska | längd (km) | sträckning                   |
| -------------- | --------- | ---------- | ---------------------------- |
| Qutang-ravinen | 瞿塘峡    | 8          | Baidicheng (Fengjie)–Daxi    |
| Wuxia-ravinen  | 巫峡      | 45         | Wushan–Guandukou (Badong)    |
| Xiling-ravinen | 西陵峡    | 66         | Zigui–Nanjinpasset (Yichang) |